# 戰場女武神 (遊戲)
《戰場女武神》（又译作）是由世嘉公司於2008年4月24日在PlayStation 3上發售的戰略角色扮演遊戲軟體，並由其發展出動畫與漫畫等相關系列作品。2014年11月11日，一代发布Windows平台的移植版。2016年2月10日，一代发布PS4平台的高清化移植版《戰場女武神 REMASTER》，支援繁體中文字幕。2018年3月30日在腾讯的WeGame平台上发售简体中文版本。2018年9月27日，移植到任天堂Switch平台，支援繁體中文字幕。
游戏的續作《戰場女武神2》於2010年1月21日在PSP平台登場。三代《戰場女武神3》於2011年1月27日在PSP上發售。2018年，四代《戰場女武神4》的日版等亞洲地區版本於3月21日在PS4、任天堂Switch上推出，2018年9月在歐美地區除前兩者之外還推出Xbox One版。

## 劇情簡介
征曆1935年的歐洲大陸，「東歐洲帝國聯合」(帝國)與「大西洋聯邦組織」(聯邦)爆發了「第二次歐洲大戰」，將戰火延燒至整個大陸，夾在兩大強權之間的緩衝國加利亞公國，由於盛產重要資源拉格纳特礦而遭到帝國軍的侵略。回到家鄉布盧魯的大學生威爾金在偶然間與擔任守衛團員的少女亞莉希雅相會，但深愛的家鄉此時卻也遭帝國軍佔領，感到自身無力的倆人決定參加義勇軍，為了守護加利亞公國而戰。

## 遊戲系統

### BLiTZ
BLiTZ，全名為「Battle of Live Tactical Zone systems，實況戰術區域戰鬥系統」，是SEGA公司為了本作特別開發，結合回合戰略與即時行動兩大要素的戰鬥系統。玩家將輪流操作「指令模式」與「行動模式」兩種模式下來完成整個遊戲。
每回合的流程
遊戲裡每一回合都由我軍與敵軍兩個行動階段所組成，每一個回合的流程如下：
1. 一開始是我軍的行動階段，首先在指令模式下觀察整個戰場，並選擇想要操作的作戰單位並切換至行動模式。
2. 在行動模式中操作剛才選擇的作戰單位，進行移動與攻擊；行動結束後又會切換到指令模式。
3. 一直重複前兩個步驟直到我軍的行動階段結束。
4. 接著以輪到敵軍的行動階段，重複與我軍相同的過程。
5. 當敵我雙方的行動階段都完成後，一個回合就結束了。

接者就開始下一回合，直到達成任務勝利條件或玩家失敗為止。
指令模式（コマンドモード，Command Mode）
在指令模式下，玩家可以俯視整個戰場，觀察我方所有部隊與已發現敵軍的位置與狀態，並根據地形與實際戰況制定整體作戰方針，或是下達「命令」，一旦指定選擇展開行動的單位，將切換至「行動模式」。
行動模式（アクションモード，Action Mode）
在行動模式下，玩家將以第三人稱的方式實際操作被選擇的作戰單位進行一次移動與攻擊。單位可移動的距離取決於各兵種的行動點數（簡稱AP）的多寡，AP越多，可移動的距離越長；而當作戰單位進行攻擊行動時，需要玩家手動操作來瞄準目標，而瞄準的位置就決定了造成傷害的大小。在此玩家操作單位移動的同時，敵方也會因應我方行動進行攻擊動作，因此注意敵兵面對方向並善用地形來進行掩護移動就是考驗玩家的戰略思考之處。
指令點數（コマンドポイント，Command Point）
簡稱CP，數量顯示在指令模式下畫面頂端的橫條裡，用金色的盾型符號作代表。CP的數量代表玩家該回合所能移動的單位數，CP越多，可移動的單位也越多。步兵行動花費一個CP，戰車不論輕重行動一律花費2個CP，可視戰況需要讓多個單位展開行動，或集中CP點數讓精英單位多次行動，但多次行動的代價就是單位每一次所能移動的距離減少。
命令（オーダー，Order）
在指令模式下，主角威爾金在搭乘戰車時，就可以花費CP來使用「命令」這個特殊技能來強化我軍單位屬性，甚至可以呼叫轟炸直接攻擊敵軍，讓原本不利於我方的戰局逆轉。但由於很多功能強大的命令花費CP的量少，再加上遊戲關卡特殊的評價系統，讓玩家更傾向於使用命令將部分精英單位強化以求快速過關，而白白浪費了製作人員設計想要讓玩家操作多兵種互相配合來過關的巧思。

### 角色成長與潛能系統
在戰鬥中所獲得的經驗值，過關之後可以在訓練所中分配到各兵種，當累積足夠時，兵種等級就會上升，角色能力值亦會上升。當兵種到達一定等級之後，可以升級為更強的「獵兵」，或是得到可以在戰場上施展，新的「命令」技能。

潛能系統則是隨者劇情推進，各角色可以獲得兩種潛能，一種是會獲得反映個性與出身背景，但具有正面及負面能力的「個人潛能」（パーソナル ポテンシャル，Personal Potential），另一種則是隨著兵種等級上升而取得只有正面能力的「戰鬥潛能」（バトル ポテンシャル，Battle Potential）。

### 武器開發與擄獲
遊戲中各兵種的槍械、武器與防具，以及戰車的彈藥、裝甲與強化裝置，除了使用戰鬥獲勝得來的資金來進行新武器開發之外，還可以擊敗各章的敵方的王牌單位擄獲新武器，或是隨者劇情章節過關由蔻蒂莉亞大公頒發而入手。

## 兵科
遊戲中的戰鬥單位主要區分為「步兵」與「戰車」2大兵科，步兵的種類則細分為偵查兵、反戰車兵、狙擊兵、支援兵與突擊兵五種，而戰車亦以用途有分多種等級。而在這2大兵科間則存在者「戰車剋士兵」、「反戰車兵剋戰車」、「士兵剋反戰車兵」這三種相剋關係，因此，如何讓我軍應付它們最擅長的敵兵單位就是玩家要好好思考的事。
步兵
各兵種等級達到11級後可升級為獵兵。
- 偵察兵：

遊戲中移動力最高的兵種，裝備步槍，是用來搶奪據點不二人選，升級為偵察獵兵後，可選用槍榴彈對敵據點展開轟炸。
- 突擊兵：

裝備的衝鋒槍對敵兵有令人滿意的威力，而且擁有不錯的防禦能力，是玩家在戰場上的中流砥柱，升級後的突擊獵兵還可以裝備火焰噴射器將躲在掩體的敵兵燃燒殆盡。
- 反戰車兵：

使用反戰車長槍，對於戰車武器有較一般兵種高的防禦力，但突擊兵的衝鋒槍卻可以對它們造成很大傷害。除了攻擊戰車的用途之外，反戰車兵也很適合遠距離拆除防禦工事，但卻不擅長對付敵方士兵。
- 支援兵：

配備偵察兵相同的來福槍，但在戰場上的任務卻不是殺敵，而是治療人員、補充彈藥、維修戰車、修復防禦工事、拆除地雷等後勤支援工作。
- 狙擊兵：

所有步兵的剋星，只要瞄準頭部，基本上是一擊必殺，後期升級為狙擊獵兵後，還可以選配反戰車步槍，搖身一變成為可以對戰車進行傷害的高階兵種，不過近距離面對其他敵軍時相當脆弱。
戰車
集強大火力、厚重裝甲與超常行動力於一身，看似所向無敵，但卻有著假如被對戰車兵擊中散熱器的話，就會被摧毀的弱點，是屬於具備有關鍵影響力的戰術性兵種。在遊戲中，玩家並不能像現實中一樣使用大量的戰車來壓制敵軍，而是必須善用多數步兵與少量戰車混合搭配並協同作戰來完成遊戲。

## 用語・世界觀
加利亞公國（ガリア公国）
位於歐洲大陸北部的君主立憲制小國，首都為位於中部的蘭德古利茲，境內擁有多變美麗的風景與豐富拉格纳特資源，但也因此而招來帝國與聯邦的覬覦。
- 布盧魯〈ブルール）

位處加利亞邊境，風光明媚的歐洲小鎮，著名地標為子母風車〈一大一小相連的風車），也是威爾金與亞莉希雅的故鄉。
- 克羅登〈クローデン）

加利亞公國南部的濃密的原始森林，亦是許多野生動物的樂園，複雜多變的地形使帝國軍選在這裡建立前線補給基地。
- 巴利亞斯沙漠〈バリアス砂漠）

加利亞公國的沙漠，傳說這片沙漠是因為發生「達爾克斯的災難」而造成的，瓦爾裘利亞人亦在這片沙漠中留下神秘的遺跡。
- 法森〈ファウゼン）

建立在峽谷中的採礦都市，因盛產拉格纳特矿而成為帝國與加利亞的雙方的必爭之地，帝國軍在占領此地後，就利用地形建立易守難攻的基地，並徵用了許多達爾克斯人當礦工，在惡劣環境下進行強制勞動。
- 馬魯貝利海岸〈マルベリー海岸）

位於加利亞公國北部的海岸，帝國軍就在海邊懸崖建立難攻不落的防守陣地。
- 蘭德古利茲城〈ランドグリーズ）

加利亞公國首都，建於加利亞公國中部河岸邊的圓形都市，蔻蒂莉亞公主就居住在市內的城堡之中。
- 基魯蘭達要塞〈ギルランダイオ要塞）

位於加利亞公國與帝國的邊界要塞，帝國軍占領之後，將侵攻部隊司令部設於此地。
東歐洲帝國聯合（東ヨーロッパ帝国連合）
簡稱帝國，君主專制國家的聯盟，占有歐洲大陸的東半部，為了拉格纳特矿資源而侵略加利亞公國。認為「世界上有支配的民族也有服從的民族」，因而有建立部隊進行「達爾克斯捕獵」來抓捕達爾克斯人。
大西洋聯邦組織（大西洋連邦機構）
簡稱聯邦，占有歐洲大陸的西半部，實行民主共和制國家的集合體，想要拉攏加利亞公國加入聯邦。於第二代與加利亞革命軍建交，提供革命軍先進武器及設備，想與加利亞革命軍聯手推翻加利亞公國與蘭德古利茲一家。
精靈節（精霊節）
類似屬於感恩節的節日，在這天可以表達對他人的感謝之意(從達爾克斯人流傳出來的節日)。
征曆（征暦）
遊戲中歐洲大陸所使用的紀元，日文發音同「西曆」。
拉格纳特（ラグナイト）
歐洲大陸盛產的多用途礦石，特殊之處在於釋放能量時會散發出淡藍色的光芒。遊戲中是透過精鍊礦石來控制能量釋放的多寡，可作為車輛燃料或充當爆烈物，甚至可以用來治療人體傷勢。
全民皆兵制度（国民皆兵制度）
加利亞公國的徵兵制度，當國家遭外敵侵略而有難之際，所有國民不分男女，皆有被徵召成為義勇軍，守護加利亞公國的義務。
瓦爾裘利亞人（ヴァルキュリア人）
在征曆紀元前來到歐洲大陸，使用「神之力」擊敗達爾克斯人的殘暴統治，讓整個大陸恢復和平的古代民族；但整個種族後來卻突然消失於歷史洪流之中，只在歐洲大陸留下許多令人費解的遺跡跟傳說。
達爾克斯人（ダルクス人）
擁有獨特藏青色頭髮的民族。傳說，在征曆紀元前，達爾克斯人曾殘暴的統治歐洲大陸，並掀起一連串戰事，最後引發「達爾克斯的災難」，使得歐洲大陸化為一片焦土。由於這個緣故，後世的達爾克斯人就背負著「燒毀大地的民族」罵名，到處受到人們的歧視與迫害。實際上是北方戰鬥民族瓦爾裘利亞人入侵打敗了達爾克斯人後把達爾克斯人的住地化為焦土，作為勝利者的瓦爾裘利亞人簒改了歷史嫁禍給達爾克斯人。

## 車輛與槍械

### 加利亞公國
雪絨花號（エーデルワイス号，Edelweiss）(台譯：小白花號)
第一次歐洲大戰結束後，加利亞公國為了提升自主國防能力，下令開發新型戰車，結合了伊莎拉生父提瑪博士的技術和貝爾根・金特將軍的實戰經驗所開發出來的成果，於是試作型雪絨花號就這麼誕生了。擁有傾斜式裝甲、自動填彈裝置與新型拉格纳特引擎等劃時代設計，但可惜因成本過高與缺乏實戰資料而無法量產，唯一製造雪絨花號就存放在金特將軍宅邸了。
遊戱中雪絨花號定位在重型與中型戰車之間，在性能各方面都相當平均；動畫版中則展現出了裝甲與引擎出力上的優勢，有者令人眼睛為之一亮的表現。
三葉草號（シャムロック号）(台譯：白車軸草號)
遊戲中可指揮的第二臺戰車，由札卡擔任駕駛，車型屬於標準的加利亞公國戰車，玩家亦可獨自進行改造升級。在動畫版中關於三葉草號的設定刪除，札卡擔當雪絨花號的駕駛車手。
加利亞公國戰車（ガリア公国戦車）
加利亞公國以輕型戰車作為主力，短小車體與輕量化的裝甲為它帶來優秀的機動性，且備有與帝國中型戰車相當的火力。

### 東歐洲帝國聯合
裝甲列車埃杰爾（装甲列車エーゼル）
帝國為了鞏固法烏贊的統治而特地運來的重型列車砲，擁有厚重的裝甲與令人畏懼的火力，古雷高魯少將亦坐鎮其中進行指揮。帝國軍將這台車定位在掌控制高點的鐵軌上，再配合法烏贊的特殊地形，讓想要收復此地的加利亞軍吃了不少苦頭。
巨大戰車沙鼠（巨大戦車ゲルビル）
體積比一般戰車大上數倍的超重型坦克，在進攻基魯蘭達要塞時發揮很大的作用；車上共裝有六具機槍與兩門反戰車砲，而主武裝是特殊的拉格纳特砲，但每射一發就得使用側邊的散熱器來強制冷卻，遊戲與動畫都有將這一個弱點表現出來。
陸上戰艦梅爾洛特（陸上戰艦マーモット）(台譯：土撥鼠號)
由准皇太子馬克西米里安為了那個「幻獸」的作戰而命帝國陸軍與海軍合作建造的陸上戰艦，厚重的裝甲與誇張的火力讓剛喪失正規軍戰力的加利亞公國幾乎毫無還手的餘力。

### 攜帶槍械
來福槍（ライフル）
偵查兵與支援兵的標準配備，採用半自動射擊的步槍。偵查獵兵的來福槍則有加裝榴彈發射器，可以將改造後手榴彈發投射至比平常更遠的距離。榴彈發射器因為是裝在冠上國名的制式來福槍（加利安，ガリアン）上，所以發射器就以公國首都蘭德古利薩（ランドグリーザー）為名。
衝鋒槍（マシンガン）
衝鋒槍是突襲兵的標準配備，全自動連續射擊的攻擊方式對付中近距離內的敵人會有令人滿意的效果。突襲獵兵的衝鋒槍前端可加裝火炎放射器配件，燃料是用液化的拉格纳特矿；攻擊的時候就把它點火並噴灑出去，青藍色的火焰對集中在一起的敵兵與砲座可以造成重大打擊。
對戰車槍（対戦車槍）
反戰車兵使用的主要武器，屬於原創的架空兵器，外觀近似於中世紀的騎士所使用的長槍。對付戰車時會把槍頭尖端部分發射出去，刺穿戰車裝甲造成破壞，運用概念接近於現實世界的火箭推進榴彈，但操作使用方法則略有差異。對戰車槍攻擊可造成的傷害依所擊中的部位而定；一般來說，打中戰車側面所造成的傷害一定比擊中正面高，如果擊中車輛後面的散熱器，可以對重型戰車造成重大傷害，輕中型戰車則會直接被破壞。
狙擊槍（スナイパーライフル）
狙擊槍是狙擊兵的主要武器，使用手動槍機單發射擊，優點是精準度高且對步兵威力強大，缺點是攜彈數少和射速緩慢；在高難度模式下所取得的對戰車狙擊槍則正如其名，可以對裝甲車輛造成極高的傷害力。
手榴彈（グレネード）
偵查兵、支援兵與突襲兵配備的次要武器。將拉格纳特礦粉末與炸藥混合製成，爆炸時會散發出礦物特有的青藍色光芒；外觀造型則近似於二戰德軍所用長柄手榴彈。在遊戲中主要是用來清除擋路的障礙物和炸出（清除）據點中的敵人。

## 評價
Fami通雜誌的交叉評論單元給予本作足以進入黃金殿堂的34分（滿分40分）。在海外版發售後，亦獲得不錯的迴響，且被金氏世界紀錄認定為「The Best strategy RPG for the PS3」（PS3上最佳戰略角色扮演遊戲）。

## 追加下載劇情
將遊戲與PS3主機更新後，將可在PLAYSTATION Store購買額外的付費下載內容來遊玩。
- 追加游擊戰鬥：「困難 EX模式」

2008年8月8日釋出，價格300日圓。
- 追加斷章：「伊蒂分隊大作戰！」

2008年8月8日釋出，價格600日圓。
以遊戲中的高人氣角色-大小姐伊蒂為核心的新章節，BEST版已收錄此段額外追加下載章節。
- 追加斷章：「與塞露貝莉亞一同進攻」

2008年10月31日釋出，價格800日圓。
以帝國軍的觀點來進行遊戲，且可使用以女武神姿態登場的塞露貝莉亞。
- 追加遊撃戰鬥：「伊蒂分隊的挑戰書！」

2009年6月26日釋出，價格300日圓。
收錄6種不同主題的挑戰關卡，並可以獲得遊戲中無法取得的特殊武器。

## 電視動畫
SEGA宣布於2009春季，推出改編自本遊戲的同名動畫，由A-1 Pictures公司負責製作，全26話。動畫版畫面配合遊戲的獨特「CANVAS」3D繪圖系統，特意留下類似水彩畫的手繪筆觸痕跡，來描繪出優美的歐洲大陸風光，成為畫面上的一大特色。至於劇情方面則與原作大致相同，但簡化了遊戲中強調的軍事作戰部分，而將焦點放在主角與所屬的第七小隊同袍之間所發生的親情、友情與愛情故事上面。2016年東京電玩展時得知遊戲廠商wargaming.net 將投資接下來電影版的製作

### 製作人員
- 原作：SEGA
- 企畫：滝山雅夫、夏目公一朗、竹崎忠
- 監督：山本靖貴
- 系列構成：横手美智子
- 人物設定：渡辺敦子
- 總作畫監督：米澤優、中路景子、渡辺敦子
- 美術監督：谷岡善王
- 美術設定：塩澤良憲
- 色彩設計：中島和子
- 編集：坪根健太郎
- 攝影監督：石原浩二
- 音樂：崎元仁（與PS3遊戲本篇相同）
- 音響監督：長崎行男
- 音樂製作：青二プロダクション
- 動畫製作：A-1 Pictures
- 製作：PROJECT VALKYRIA

### 主題曲
第1期片頭曲（第1章 - 第13章）
歌：HIMEKA、作詞：こさかなおみ、作曲：小夜、編曲：常田真太郎
第2期片頭曲（第14章 - 第26章）
歌：MARIA、作詞：愛華、作曲：TATTSU、編曲：明石昌夫
第1期片尾曲（第1章 - 第13章）
編曲・歌：pe'zmoku、作詞：Ohyama"B.M.W."Wataru / suzumoku、作曲：Ohyama"B.M.W."Wataru
第2期片尾曲（第14章 - 第25章）
歌：井上ひかり、作詞：東川遥、作曲：川口大輔、編曲：西岡和哉
最終章片尾曲「BRIGHTEST MORNING」
歌：井上ひかりWith第七小隊、作詞：岡嶋かな多、作曲：西岡和哉
第15章插入曲
歌：皆川純子、作詞：千葉 梓、作曲：崎元 仁
第16章插入曲
歌：JUJU、作詞：JUN.T、作曲：川口大輔、編曲：CHOKKAKU

### 各話標題
| 話數   | 標題               | 中譯            | 劇本       | 演出              | 作畫監督                                       |
| ------ | ------------------ | --------------- | ---------- | ----------------- | ---------------------------------------------- |
| 第1章  | 戦火の出会い       | 戰火中的相會    | 横手美智子 | 今井一曉 山本靖貴 | 米澤優                                         |
| 第2章  | コナユキソウの祈り | 粉雪草的祈禱    | 横手美智子 | 高柳佳幸          | 高木晴美 高柳佳幸                              |
| 第3章  | 第7小隊誕生        | 第7小隊誕生     | 大和屋曉   | 久木晃嗣          | 池内直子 服部聰志                              |
| 第4章  | 束の間の休日       | 短暫的休憩      | 下山健人   | 牧野吉高          | 關口雅浩                                       |
| 第5章  | クローデン奇襲戦   | 克羅登奇襲戰    | 下山健人   | 大久保政雄        | 武本大介                                       |
| 第6章  | 従軍記者、奮闘す!  | 從軍記者、奮鬥! | 大和屋曉   | 遠藤晋            | 新島敏史 原田幸枝 竹内真弓 仁井宏隆            |
| 第7章  | ダルクスの災厄     | 達魯克斯的災難  | 横手美智子 | 今井一曉          | 河合拓也                                       |
| 第8章  | 紐解かれる歴史     | 迷團散去的歷史  | 横手美智子 | 黑柳トシマサ      | 高木晴美 小川エリ                              |
| 第9章  | 蒼き魔女           | 蒼之魔女        | 下山健人   | 牧野吉高          | 關口雅浩                                       |
| 第10章 | 吹雪の夜           | 暴風雪之夜      | 大和屋曉   | 古賀一臣          | 米澤優 野田康行 長谷川友香                     |
| 第11章 | 招かれざる客達     | 不速之客們      | 横手美智子 | 大久保富彦        | 德田夢之介                                     |
| 第12章 | さらわれた姫君     | 被擄走的公主    | 横手美智子 | 遠藤晋            | 新島敏史 原田幸枝 竹内真弓 仁井宏隆 德田夢之介 |
| 第13章 | 戦慄の移動要塞     | 戰慄的移動要塞  | 大和屋曉   | 藏本穂高          | 武本大介 中野彰子                              |
| 第14章 | ファウゼンの選択   | 法烏贊的選擇    | 大和屋曉   | 奥野浩行          | 奥野浩行                                       |
| 第15章 | 歌姫の過去         | 歌姬的過去      | 下山健人   | 今井一曉          | 河合拓                                         |
| 第16章 | 語られなかった想い | 未能言表的感情  | 大和屋曉   | 黑柳トシマサ      | 高木晴美 古住千秋                              |
| 第17章 | 精霊節の贈り物     | 精靈節的禮物    | 横手美智子 | 牧野吉高          | 關口雅浩                                       |
| 第18章 | 八月の雨           | 八月的雨        | 横手美智子 | 大久保政雄        | 野田康行                                       |
| 第19章 | 涙                 | 淚              | 大和屋曉   | 大久保富彦        | 德田夢之介                                     |
| 第20章 | 愛しき人           | 至愛之人        | 下山健人   | 遠藤晋            | 原田幸枝 新島敏史 仁井宏隆 米澤優              |
| 第21章 | はかなき絆         | 虛幻的羈絆      | 下山健人   | 奥野浩行          | 奥野浩行                                       |
| 第22章 | とまどい           | 迷茫            | 大和屋曉   | 今井一曉          | 河合拓也 中野彰子                              |
| 第23章 | 愛のかたち         | 愛的形式        | 横手美智子 | ながはまのりひこ  | 武本大介 早川加寿子 米澤優                     |
| 第24章 | 決意               | 決意            | 大和屋曉   | 黑柳トシマサ      | 高木晴美 古住千秋 伊藤祐毅 小松英司            |
| 第25章 | 護るべきもの       | 應當守護的人    | 下山健人   | 牧野吉高          | 關口雅浩                                       |
| 最終章 | 決戦               | 決戰            | 横手美智子 | 山本靖貴          | 米澤優                                         |

### 播出電視台
日本深夜動畫：下文記載的日本国内播放時間使用日本標準時間（UTC+9）表示。因為部分時間标识會採用30小时制，因此請留意这类超过24:00的时间，其實際播放時間為翌日清晨。
| 電視台         | 系列          | 播出期間                                    | 播出時間                                    |
| -------------- | ------------- | ------------------------------------------- | ------------------------------------------- |
| 東京都會電視台 | 獨立UHF放送局 | 2009年4月6日-9月28日                        | 23時00分-23時30分                           |
| 千葉電視台     | 獨立UHF放送局 | 2009年4月4日-9月26日                        | 25時35分-26時05分                           |
| 神奈川電視台   | 獨立UHF放送局 | 2009年4月4日-9月26日                        | 26時30分-27時00分                           |
| 埼玉電視台     | 獨立UHF放送局 | 2009年4月6日-9月28日                        | 25時00分-25時30分                           |
| 毎日放送       | TBS系列       | 2009年4月4日-9月26日                        | 27時28分-27時58分                           |
| 中部日本放送   | TBS系列       | 2009年4月10日-10月2日                       | 26時25分-26時55分                           |
| TV北海道       | 東京電視網    | 2009年4月10日-10月2日                       | 26時30分-27時00分                           |
| TVQ九州放送    | 東京電視網    | 2009年4月9日-10月1日                        | 26時48分-27時18分                           |
| ANIMAX         | CS Channels   | 2009年4月13日-10月5日 2010年2月12日(再放送) | 22時00分-22時30分 24時00分-24時30分(再放送) |
| BS11           | BSデジタル    | 2009年4月11日-10月3日                       | 23時00分-23時30分                           |

### DVD、BD與映像特典
本作在日本發行的DVD製品共9卷，收錄電視版全26章，映像特典則包含有收錄角色的日常生活故事的戰瓦爾劇場（戦ヴァル劇場）與幕後製作特輯Radio GBS突擊報導（ラジオGBS突撃レポート）；其中第9卷的戰瓦爾劇場則收錄了最終章第7小隊成員們的後日談。
藍光光碟版則以全套收藏盒的方式於2011年4月27日發售完全生産限定版。
| 話數  | 發售日期      | 商品編號  | 收錄內容               | 映像特典                                                                           |
| ----- | ------------- | --------- | ---------------------- | ---------------------------------------------------------------------------------- |
| 第1卷 | 2009年8月5日  | ANSP-3711 | 第1章、第2章           | 戰瓦爾劇場「海邊的一日」 Radio GBS突擊報導 Episode 1 PS3遊戲對戰                   |
| 第2卷 | 2009年9月2日  | ANSP-3712 | 第3章、第4章、第5章    | 戰瓦爾劇場「加利亞的夏日祭典」 Radio GBS突擊報導 Episode 2                         |
| 第3卷 | 2009年10月7日 | ANSP-3713 | 第6章、第7章、第8章    | 戰瓦爾劇場「衝擊!!珍藏照片」 Radio GBS突擊報導 Episode 3                           |
| 第4卷 | 2009年11月4日 | ANSP-3714 | 第9章、第10章、第11章  | 戰瓦爾劇場「塞貝莉亞的華麗假日」 Radio GBS突擊報導 Episode 4                       |
| 第5卷 | 2009年12月2日 | ANSP-3715 | 第12章、第13章、第14章 | 戰瓦爾劇場「戰慄的抽鬼牌遊戲」 PSP戰場女武神2遊戲對戰                              |
| 第6卷 | 2010年1月13日 | ANSP-3716 | 第15章、第16章、第17章 | 戰瓦爾劇場「女子澡堂要注意!?」 DVD發售紀念活動映像（前篇）                         |
| 第7卷 | 2010年2月3日  | ANSP-3717 | 第18章、第19章、第20章 | 戰瓦爾劇場「新生!第7小隊」 Radio GBS突擊報導 Episode 5 DVD發售紀念活動映像（後篇） |
| 第8卷 | 2010年3月3日  | ANSP-3718 | 第21章、第22章、第23章 | 戰瓦爾劇場「蔻蒂莉亞的秘密」 Radio GBS突擊報導 Episode 6                           |
| 第9卷 | 2010年4月7日  | ANSP-3719 | 第24章、第25章、最終章 | 戰瓦爾劇場「永遠的誓言」 Radio GBS突擊報導 Episode Final                           |

## 漫畫
『戦場のヴァルキュリア』
與遊戲同名漫畫，劇情則較接近遊戲版，在細節上則略有不同，但由於雜誌上連載遭到腰斬，無法完整重現遊戲後半段的故事。作畫由鬼頭えん擔任，月刊CompAce 2008年7月號起開始連載，單行本全4卷，日文版由角川書店發行，中文版由台灣角川書店代理發行。
| 集數 | 日版發售日     | 日版ISBN               | 中文版發售日   | 中文版ISBN             |
| ---- | -------------- | ---------------------- | -------------- | ---------------------- |
| 1    | 2008年11月26日 | ISBN 978-4-04-715137-6 | 2010年12月24日 | ISBN 978-9-86-237993-6 |
| 2    | 2009年5月26日  | ISBN 978-4-04-715241-0 | 2011年3月18日  | ISBN 978-9-86-287110-2 |
| 3    | 2009年10月26日 | ISBN 978-4-04-715310-3 | 2011年5月21日  | ISBN 978-9-86-287166-9 |
| 4    | 2010年3月26日  | ISBN 978-4-04-715417-9 | 2011年7月31日  | ISBN 978-986-287-262-8 |

『戦場のヴァルキュリア－wish your smile－』
由原創角色敏茲與尤里烏斯‧克羅傑兩人為主角的外傳故事，由時東穹生擔任作畫，月刊comic B's-LOG 2008年12月號起開始連載，單行本全2卷，日文版由Enterbrain發行，中文版由青文出版社代理發行。
| 集數 | 日版發售日   | 日版ISBN               | 中文版發售日  | 中文版ISBN             |
| ---- | ------------ | ---------------------- | ------------- | ---------------------- |
| 1    | 2009年5月1日 | ISBN 978-4-7577-4895-8 | 2010年4月21日 | ISBN 978-9-8625-6258-1 |
| 2    | 2010年3月1日 | ISBN 978-4-0472-6375-8 | 2010年9月20日 | ISBN 978-9-8625-6479-0 |

## 相關商品
音樂CD
戰場女武神 原聲帶（戦場のヴァルキュリア オリジナル・サウンドトラック）
2008年5月21日發售
TV動畫版戰場女武神 原聲帶（TVアニメーション 戦場のヴァルキュリア オリジナルサウンドトラック）
2009年9月30日發售
戰場女武神Song Collection（戦場のヴァルキュリア ソングコレクション）
2010年4月21日發售
廣播劇CD
TV動畫版戰場女武神 廣播劇CD第1章（TVアニメーション 戦場のヴァルキュリア ドラマCD 第1章）
2009年7月24日發售
TV動畫版戰場女武神 廣播劇CD第2章（TVアニメーション 戦場のヴァルキュリア ドラマCD 第2章）
2009年10月7日發售
書籍
戰場女武神 最速Guide Book（戦場のヴァルキュリア 最速ガイドブック）
2008年4月24日發售；Enterbrain發行；ISBN 978-4-75-774239-0
戰場女武神 完全攻略本（戦場のヴァルキュリア コンプリートガイド）
2008年6月26日發售；Enterbrain發行；ISBN 978-4-75-774304-5
戰場女武神 Development Artworks（戦場のヴァルキュリア　Development Artworks）
2010年1月21日發售，Enterbrain發行，ISBN 978-4-04-726301-7（日文版）
2010年9月14日發售，青文出版社發行，ISBN 978-9-86-256452-3（中文版）
收錄遊戲世界觀設定與初期畫稿以及開發人員的特別專訪。
戦場のヴァルキュリア ANIMATION FAN BOOK
2010年2月1日發售；学研パブリッシング發行；ISBN 978-4-05-404368-8
解說動畫版全部26話內容，並專訪男女主角配音員和動畫製作人員。

## 備註
1. ↑  《战场女武神》上架WeGame 优惠期间仅需34元 （页面存档备份，存于）.游戏时光.2018-03-30.[2018-04-01].
2. ↑  mark61821. . Game LIFE. 2018-06-21  [2018-10-20]. （原始内容存档于2021-01-16）.
3. ↑  週刊ファミ通2008年5月2日号
4. ↑  .   [2010-01-22]. （原始内容存档于2019-08-18）.
5. ↑  .   [2010-09-16]. （原始内容存档于2010-08-25）.
6. ↑  . 日本亞馬遜.   [2016年6月22日] （日语）.

## 外部連結
- （英文） Fandom上的更多相关：Encyclopedia Europa

官方网站
- （日語）官方网站

遊戲
- （日語）官方网站
- （繁體中文）官方网站
- （日語）戰場女武神官方部落格「 陣中日誌」

動畫
- （日語）官方网站